# Zikaron – Lefanai
Zikaron – Lefanai – nagrany na żywo podczas Festiwalu Nowej Muzyki Żydowskiej w Warszawie w 2011 album kwartetu klarnetowego Mikołaja Trzaski Ircha. Wydany nakładem Kilogram Records Trzaski. Tytuł płyty oznacza w języku hebrajskim „pamięć przede mną”. Większość utworów została skomponowana przez muzyków Irchy, jedynie 3 są oparte na tradycyjnych melodiach.
W 2012 album został uznany za płytę roku przez portal Jazzarium.pl

## Lista utworów
| 1. | "Night Flight to the City"                | 6:12  |
|    |                                           |       |
| 2. | "Red Shoes"                               | 9:06  |
|    |                                           |       |
| 3. | "Builderblock.pampim"                     | 5:46  |
|    |                                           |       |
| 4. | "Upper Trias Caspian Fuge"                | 9:37  |
|    |                                           |       |
| 5. | "Inner Uprising / Akhtamar"               | 18:19 |
|    |                                           |       |
| 6. | "In Side Your Bely."                      | 1:45  |
|    |                                           |       |
| 7. | "Climbing and Sliding / Nigun Number 115" | 8:36  |
|    |                                           |       |
|    |                                           | 59:21 |
|    |                                           |       |

## Zespół
- Michał Górczyński – klarnet barytonowy, basklarnet
- Paweł Szamburski – klarnet barytonowy, basklarnet
- Wacław Zimpel – klarnet altowy, klarnet barytonowy, basklarnet, taragot
- Mikołaj Trzaska – basklarnet, metalowy klarnet barytonowy